# Åsunda landskommun
Åsunda landskommun var en tidigare kommun i Uppsala län.

## Administrativ historik
Kommunen tillkom som storkommun vid kommunreformen 1952 genom sammanläggning av de tidigare landskommunerna Bred, Enköpings-Näs, Sparrsätra, Svinnegarn, Teda, Tillinge och Vårfrukyrka (del av), samtliga i Åsunda härad, efter vilket kommunen också fick sitt namn.
Den 1 januari 1953 överfördes Åsunda landskommun och Svinnegarns församling till Enköpings stad hela området öster om Svinnegarnsviken med 14 invånare och omfattande en areal av 1,91 km², varav allt land. 1 januari 1954 överfördes obebodda öar i Svinnegarnsviken omfattande en areal av 0,09 km² land från Åsunda landskommun och Svinnegarns församling till Enköpings stad.
Kommunen upplöstes 1 januari 1971 och dess område tillfördes Enköpings kommun.
Kommunkoden var 0301.

### Kyrklig tillhörighet
I kyrkligt hänseende tillhörde kommunen församlingarna Bred, Enköpings-Näs, Sparrsätra, Svinnegarn, Teda, Tillinge och Vårfrukyrka.

## Geografi
Åsunda landskommun omfattade den 1 januari 1952 en areal av 214,17 km², varav 213,76 km² land. Efter nymätningar och arealberäkningar färdiga den 1 januari 1956 omfattade landskommunen den 1 november 1960 (enligt indelningen den 1 januari 1961) en areal av 216,65 km², varav 216,37 km² land.

### Tätorter i kommunen 1960
I Åsunda landskommun fanns del av tätorten Orrestaa, som hade 55 invånare i kommunen den 1 november 1960. Tätortsgraden i kommunen var då 1,9 procent.

## Politik

### Mandatfördelning i valen 1950–1966
| 13 | 13 | 4 | 5 |

| 33 |

| 13 | 13 | 4 | 5 |

| 30 | 5 |

| 11 | 15 | 3 | 6 |

| 30 | 5 |

| 12 | 15 | 3 | 5 |

| 28 | 7 |

| 11 | 16 | 3 | 5 |

| 29 | 6 |